# Girolamo Grimaldi (diplomatico)
Paolo Girolamo Grimaldi, in Spagna noto come Pablo Jerónimo Grimaldi y Pallavicini (Genova, 6 luglio 1710 – Genova, 1º ottobre 1789), è stato un diplomatico e politico italiano naturalizzato spagnolo, prima al servizio della Repubblica di Genova e poi del Regno di Spagna.

## Biografia
Figlio cadetto di Francesco Maria Grimaldi e di Maria Giovanna Pallavicino, fu battezzato il 6 luglio 1710. Venne affidato alle cure dell'omonimo zio, il cardinale Girolamo Grimaldi, ma preferì la carriera diplomatica a quella ecclesiastica. Nel marzo 1739 fu inviato dalla Repubblica di Genova a Madrid quale diplomatico, incarico che mantenne fino al 1746, allorché venne richiamato in patria. Girolamo è lontano parente di: Fulvio Grimaldi, Bernardino Grimaldi, Corrado Rizzone Tedeschi, Conte Vincenzo Ottorino Gentiloni e lontano parente di Alberto di Sassonia-Coburgo-Gotha. Inoltre è lontano parente di: Ignazio La Russa (Catanzaro, 10 giugno 1798 - Napoli, 21 aprile 1873), Leonardo La Russa (Catanzaro, 18 agosto 1832 - Catanzaro, 1 febbraio 1900) e Ignazio La Russa (Catanzaro, 8 gennaio 1869 - Catanzaro, 29 luglio 1935). 

### Carriera diplomatica
Lo stesso anno il nuovo re di Spagna Ferdinando VI gli diede il titolo marchionale e lo nominò ministro plenipotenziario della Spagna a Stoccolma; la nomina provocò indignazione negli ambienti diplomatici genovesi che accusarono il Grimaldi di aver badato, durante l'incarico a Madrid, ai propri interessi anziché a quelli della Repubblica. Dal 1755 all'ottobre 1757 fu ambasciatore nella Repubblica delle Sette Province Unite, gli attuali Paesi Bassi; durante questo incarico svolse anche una missione riservata a Parma per conto del re il quale desiderava conoscere situazione finanziaria del fratello Filippo, duca di Parma e Piacenza. Continuò l'attività diplomatica anche con Carlo III (salito al trono Spagna nell'agosto 1759), il quale lo nominò ambasciatore a Parigi (4 febbraio 1761). Nella città francese Grimaldi fu il principale negoziatore del Patto di famiglia (15 agosto 1761), il trattato d'amicizia e unione tra le due corone borboniche di Francia e di Spagna, in contrapposizione all'alleanza anglo-prussiana.

### Carriera politica
Nell'ottobre 1763 Grimaldi divenne Segretario di stato di Carlo III, succedendo a Ricardo Wall giudicato troppo filoinglese a corte. Il governo era formato da tre ministri i quali, in virtù di un "regio decreto", dovevano riunirsi almeno una volta alla settimana; oltre a Girolamo Grimaldi, filofrancese, segretario di stato con competenze di politica estera, ne facevano parte Leopoldo de Gregorio, marchese di Squillace è "segretario d'azienda e di guerra" e Julian de Arriaga è segretario della Marina e delle Indie. Tipico governante illuminista, Girolamo Grimaldi diede impulso alle scienze agrarie: già da ambasciatore a Stoccolma aveva fatto concedere un incarico in Spagna al botanico Pehr Loefling, un brillante allievo di Linneo e diede impulso alla creazione di "Sociedades Económicas de Amigos del País" per l'ammodernamento dell'agricoltura spagnola. L'illuminista italiano Domenico Grimaldi dedicherà a lui il Saggio di economia campestre per la Calabria Ultra (1770). Venne insignito dell'Ordine del Toson d'oro nel 1765.
Svolse una politica ostile all'Inghilterra. Fu costretto ad abbandonare il potere, e ad accettare la nomina di ambasciatore spagnolo a Roma, nel 1776 dopo il fallimento di una spedizione contro il Marocco, da lui voluta.
Grimaldi fu appassionato di teatro. Nel 1775 compose la tragedia «Alexandro sobre África» conservata manoscritta nella Biblioteca Nacional de España. 
Nel 1770 ebbe una figlia, Marìa Ignacia Josepha detta Monserrat (1770-1814), nata dal matrimonio segreto e riparatore con Marìa Isabel Felipa Rodriguez de Castro; questo permise a Grimaldi di mantenere la filiazione segreta e di permettere alla figlia di crescere con un vitalizio; Maria Ignacia fu antenata diretta, dal ramo materno, della scrittrice Oriana Fallaci.